# Trachylepis atlantica
Trachylepis atlantica (лат.) — вид сцинковых ящериц из рода африканских мабуй, эндемик острова Фернанду-ди-Норонья, расположенного с северо-востока от Бразилии. Небольшая ящерица, длиной 7—10 см, тело Trachylepis atlantica покрыта сверху тёмными и светлыми пятнами. Хвост длинный, мускулистый, но легко ломающийся.